# Chronik der litauischen katholischen Kirche
Die Chronik der litauischen katholischen Kirche (lit. Lietuvos katalikų bažnyčios kronika, LKB kronika) war die größte litauische Untergrundzeitschrift und die einzige des sowjetischen Samisdat, die allen Festnahmen, Verhören und Prozessen zum Trotz ohne Unterbrechung achtzehn Jahre lang erschien.

## Geschichte
Die Chronik der litauischen katholischen Kirche wurde vom 19. März 1972 bis zur Wiedergewinnung der litauischen Unabhängigkeit 1990 herausgegeben. Ihr Vorläufer waren Samisdat-Blätter einzelner Pfarreien, die seit den späten 1960er Jahren meist von Priestern verfasst und von Laien vervielfältigt und örtlich verteilt wurden. Die Chronik ist eine Dokumentation der Kirchenverfolgung und der Menschenrechtsverletzungen nicht nur in Litauen, sondern in der Sowjetunion insgesamt. Die Mitarbeiter der Zeitschrift wurden vom KGB verfolgt. Die Chronik wurde ins Englische und Spanische übersetzt.

## Mitarbeiter
- Sigitas Tamkevičius (* 1938), Redakteur (1972–1983), Priester
- Jonas Boruta (1944–2022), Priester
- Petras Gražulis (* 1958)
- Saulius Pečeliūnas (1956–2023)
- Petras Plumpa (* 1939)
- Felicija Nijolė Sadūnaitė (1938–2024), Nonne
- Jonas Stašaitis (1921–2012)
- Alfonsas Svarinskas (1925–2014), Priester